# Люборадз (Західнопоморське воєводство)
Люборадз (пол. Luboradz, нім. Gramhof) — село в Польщі, у гміні Ресько Лобезького повіту Західнопоморського воєводства.
Населення — 190 осіб (2011).
У 1975-1998 роках село належало до Щецинського воєводства.

## Демографія
Демографічна структура станом на 31 березня 2011 року:
|          | Загалом | Допрацездатний вік | Працездатний вік | Постпрацездатний вік |
| -------- | ------- | ------------------ | ---------------- | -------------------- |
| Чоловіки | 96      | 19                 | 69               | 8                    |
| Жінки    | 94      | 17                 | 50               | 27                   |
| Разом    | 190     | 36                 | 119              | 35                   |